# Tabernaemontana
Tabernaemontana is een geslacht uit de maagdenpalmfamilie (Apocynaceae). De soorten komen wereldwijd voor in de (sub)tropen.

## Soorten
- Tabernaemontana abbreviata (J.F.Morales) A.O.Simões & M.E.Endress
- Tabernaemontana africana Hook.
- Tabernaemontana alba Mill.
- Tabernaemontana alfaroi Donn.Sm.
- Tabernaemontana allenii (Woodson) A.O.Simões & M.E.Endress
- Tabernaemontana alternifolia L.
- Tabernaemontana amplifolia L.Allorge
- Tabernaemontana amygdalifolia Jacq.
- Tabernaemontana angulata Mart. ex Müll.Arg.
- Tabernaemontana antheonycta Leeuwenb.
- Tabernaemontana apoda C.Wright
- Tabernaemontana arborea Rose
- Tabernaemontana attenuata (Miers) Urb.
- Tabernaemontana aurantiaca Gaudich.
- Tabernaemontana bouquetii (Boiteau) Leeuwenb.
- Tabernaemontana bovina Lour.
- Tabernaemontana brachyantha Stapf
- Tabernaemontana brachypoda K.Schum.
- Tabernaemontana brasiliensis (Leeuwenb.) A.O.Simões & M.E.Endress
- Tabernaemontana bufalina Lour.
- Tabernaemontana calcarea Pichon
- Tabernaemontana capuronii Leeuwenb.
- Tabernaemontana catharinensis A.DC.
- Tabernaemontana cerea (Woodson) Leeuwenb.
- Tabernaemontana cerifera Pancher & Sebert
- Tabernaemontana chamelensis L.O.Alvarado & Lozada-Pérez
- Tabernaemontana chocoensis (A.H.Gentry) Leeuwenb.
- Tabernaemontana ciliata Pichon
- Tabernaemontana citrifolia L.
- Tabernaemontana coffeoides Bojer ex A.DC.
- Tabernaemontana columbiensis (L.Allorge) Leeuwenb.
- Tabernaemontana contorta Stapf
- Tabernaemontana cordata Merr.
- Tabernaemontana coriacea Link ex Roem. & Schult.
- Tabernaemontana corymbosa Roxb. ex Wall.
- Tabernaemontana crassa Benth.
- Tabernaemontana crassifolia Pichon
- Tabernaemontana crispiflora K.Schum.
- Tabernaemontana cumata Leeuwenb.
- Tabernaemontana cuspidata Rusby
- Tabernaemontana cymosa Jacq.
- Tabernaemontana debrayi (Markgr.) Leeuwenb.
- Tabernaemontana dichotoma Roxb. ex Wall.
- Tabernaemontana disticha A.DC.
- Tabernaemontana divaricata (L.) R.Br. ex Roem. & Schult.
- Tabernaemontana donnell-smithii Rose
- Tabernaemontana eglandulosa Stapf
- Tabernaemontana elegans Stapf
- Tabernaemontana eubracteata (Woodson) A.O.Simões & M.E.Endress
- Tabernaemontana eusepala Aug.DC.
- Tabernaemontana eusepaloides (Markgr.) Leeuwenb.
- Tabernaemontana flavicans Roem. & Schult.
- Tabernaemontana fragrans Jongkind
- Tabernaemontana gamblei Subr. & A.N.Henry
- Tabernaemontana glabra (Benth.) A.O.Simões & M.E.Endress
- Tabernaemontana glandulosa (Stapf) Pichon
- Tabernaemontana grandiflora Jacq.
- Tabernaemontana granulosa Pit.
- Tabernaemontana hallei (Boiteau) Leeuwenb.
- Tabernaemontana hannae (M.Méndez & J.F.Morales) A.O.Simões & M.E.Endress
- Tabernaemontana heterophylla Vahl
- Tabernaemontana humblotii (Baill.) Pichon
- Tabernaemontana hystrix Steud.
- Tabernaemontana inconspicua Stapf
- Tabernaemontana laeta Mart.
- Tabernaemontana lagenaria Leeuwenb.
- Tabernaemontana laurifolia L.
- Tabernaemontana leeuwenbergiana J.F.Morales
- Tabernaemontana letestui (Pellegr.) Pichon
- Tabernaemontana linkii A.DC.
- Tabernaemontana litoralis Kunth
- Tabernaemontana longipes Donn.Sm.
- Tabernaemontana lorifera (Miers) Leeuwenb.
- Tabernaemontana macrocalyx Müll.Arg.
- Tabernaemontana macrocarpa Jack
- Tabernaemontana markgrafiana J.F.Macbr.
- Tabernaemontana maxima Markgr.
- Tabernaemontana mixtecana L.O.Alvarado & Juárez-Jaimes
- Tabernaemontana mocquerysi Aug.DC.
- Tabernaemontana muricata Link ex Roem. & Schult.
- Tabernaemontana oaxacana (L.O.Alvarado) A.O.Simões & M.E.Endress
- Tabernaemontana ochoterenae L.O.Alvarado & S.Islas
- Tabernaemontana ochroleuca Urb.
- Tabernaemontana odoratissima (Stapf) Leeuwenb.
- Tabernaemontana oppositifolia (Spreng.) Urb.
- Tabernaemontana ovalifolia Urb.
- Tabernaemontana pachysiphon Stapf
- Tabernaemontana palustris Markgr.
- Tabernaemontana panamensis (Markgr., Boiteau & L.Allorge) Leeuwenb.
- Tabernaemontana pandacaqui Poir.
- Tabernaemontana pauciflora Blume
- Tabernaemontana pauli (Leeuwenb.) A.O.Simões & M.E.Endress
- Tabernaemontana peduncularis Wall.
- Tabernaemontana penduliflora K.Schum.
- Tabernaemontana persicariifolia Jacq.
- Tabernaemontana peschiera ined.
- Tabernaemontana phymata Leeuwenb.
- Tabernaemontana polyneura (King & Gamble) D.J.Middleton
- Tabernaemontana psorocarpa (Pierre ex Stapf) Pichon
- Tabernaemontana remota Leeuwenb.
- Tabernaemontana retusa (Lam.) Pichon
- Tabernaemontana riverae L.O.Alvarado & V.Saynes
- Tabernaemontana robinsonii (Woodson) A.O.Simões & M.E.Endress
- Tabernaemontana rostrata Wall.
- Tabernaemontana rupicola Benth.
- Tabernaemontana salomonensis (Markgr.) Leeuwenb.
- Tabernaemontana salzmannii A.DC.
- Tabernaemontana sambiranensis Pichon
- Tabernaemontana sananho Ruiz & Pav.
- Tabernaemontana sessilifolia Baker
- Tabernaemontana simulans (J.F.Morales & Q.Jiménez) A.O.Simões & M.E.Endress
- Tabernaemontana siphilitica (L.f.) Leeuwenb.
- Tabernaemontana solanifolia A.DC.
- Tabernaemontana sphaerocarpa Blume
- Tabernaemontana stapfiana Britten
- Tabernaemontana stellata Pichon
- Tabernaemontana stenoptera (Leeuwenb.) A.O.Simões & M.E.Endress
- Tabernaemontana stenosiphon Stapf
- Tabernaemontana ternifolia D.J.Middleton
- Tabernaemontana thurstonii Horne ex Baker
- Tabernaemontana tomentosa (Greenm.) A.O.Simões & M.E.Endress
- Tabernaemontana undulata Vahl
- Tabernaemontana vanheurckii Müll.Arg.
- Tabernaemontana ventricosa Hochst. ex A.DC.
- Tabernaemontana venusta (J.F.Morales) A.O.Simões & M.E.Endress
- Tabernaemontana wullschlaegelii Griseb.

Aganonerion · 
Acokanthera · 
Adenium · 
Aganosma · 
Allamanda · 
Alstonia · 
Alyxia · 
Amalocalyx · 
Anodendron · 
Apocynum .
Asclepias · 
Baharuia · 
Baissea · 
Beaumontia ·
Caralluma · 
Carissa · 
Catharanthus · 
Cerbera · 
Ceropegia (lantaarnplanten) · 
Chonemorpha · 
Cleghornia · 
Cynanchum · 
Dewevrella ·
Dischidia ·
Ditassa  ·
Echites · 
Elytropus · 
Epigynum · 
Eucorymbia · 
Forsteronia · 
Hoodia · 
Hoya · 
Hylaea · 
Huernia · 
Ichnocarpus · 
Ixodonerium · 
Kopsia · 
Landolphia · 
Lhotzkyella · 
Macroditassa · 
Mandevilla · 
Manothrix · 
Margaretta · 
Marsdenia · 
Matelea · 
Melinia ·
Melodinus  · 
Merrillanthus · 
Metaplexis · 
Metastelma · 
Microdactylon · 
Microloma · 
Miraglossum · 
Mitostigma · 
Morrenia · 
Motandra · 
Nautonia · 
Neoschumannia · 
Nephradenia · 
Notechidnopsis · 
Odontadenia · 
Odontanthera · 
Oncinema · 
Oncostemma · 
Ophionella · 
Orbea · 
Orbeanthus · 
Orbeopsis · 
Orthanthera · 
Orthosia · 
Oxypetalum · 
Oxystelma · 
Pachycarpus · 
Pachycymbium · 
Pachypodium · 
Papuechites · 
Parameria · 
Parapodium · 
Parepigynum · 
Parsonsia · 
Pectinaria · 
Pentacyphus · 
Pentarrhinum · 
Pentasachme · 
Pentastelma · 
Pentatropis · 
Peplonia · 
Pergularia · 
Periglossum · 
Petopentia · 
Pherotrichis · 
Philibertia · 
Piaranthus · 
Pleurostelma · 
Plumeria · 
Pseudolithos · 
Quaqua · 
Quisumbingia · 
Raphistemma · 
Raphionacme · 
Rauvolfia · 
Rhyncharrhena · 
Rhyssolobium · 
Rhyssostelma · 
Rhytidocaulon · 
Riocreuxia · 
Rojasia · 
Sarcolobus ·
Sarcostemma · 
Schistogyne · 
Schistonema · 
Schubertia · 
Secamone · 
Secamonopsis · 
Seutera · 
Sindechites · 
Sisyranthus · 
Solenostemma · 
Sphaerocodon · 
Stapelia · 
Stapelianthus · 
Stapeliopsis · 
Stathmostelma · 
Stenomeria · 
Stenostelma · 
Stigmatorhynchus · 
Schizozygia · 
Tacazzea · 
Tectiphiala · 
Trachelospermum · 
Urceola · 
Vallariopsis · 
Vinca (maagdenpalm) · 
Vincetoxicum (engbloem)